# 瑪格麗特·梅耶爾
瑪格麗特·沃爾頓·梅耶爾（英語：Margaret Walton Mayall，1902年1月27日—1995年12月6日）是一名美國天文學家，1949年至1973年擔任美國變星觀測者協會（AAVSO）主任。

## 早年生活和教育
瑪格麗特原名瑪格麗特·萊爾·沃爾頓（Margaret Lyle Walton），1902年1月27日出生於馬里蘭州艾隆希爾（Iron Hill）。她曾就讀於特拉華大學，在學習數學和化學課程後，她對天文學的興趣與日俱增。之後她轉入斯沃斯莫爾學院，並於1924年獲得數學學士學位。
1928年，她獲得哈佛大學拉德克利夫學院天文學碩士學位。1924年至1954年，她在哈佛大學天文台擔任研究助理和天文學家，最初與安妮·坎農一起研究恆星光譜分類和恆星亮度估算。在此期間，她曾與瑪麗亞·米切爾天文台的瑪格麗特·哈伍德共度暑假，並對變星研究產生濃厚的興趣。1943年至1946年，她是麻省理工學院特殊武器組熱能研究實驗室的研究人員。

## 個人生活
在南塔克特工作期間，梅耶爾遇到美國變星觀測者協會（AAVSO）成員羅伯特·牛頓·梅耶爾（Robert Newton Mayall,），並於1927年結婚。在與哈佛大學恩斯特日晷收藏館合作期間，他們共同撰寫了幾本關於日晷和其他主題的書籍。
1995年12月6日，她因充血性心臟衰竭麻薩諸塞州劍橋去世，享年93歲。

## 榮譽
1957年，梅耶爾獲得西部業餘愛好者協會頒發的G·布魯斯·布萊爾金獎。
1958年，她獲得安妮·坎農天文學獎。
1982年，一顆小行星被命名為3342 Fivesparks，以紀念她和丈夫在劍橋的家。

## 延伸閱讀
- Williams, Thomas R.; Saladyga, Michael. . Cambridge University Press. 2011. ISBN 978-1-139-49634-6.

## 外部連結
- Letters at the AAVSO （页面存档备份，存于）
- Oral history interview with Margaret Mayall on 11 August 1986, American Institute of Physics, Niels Bohr Library & Archives （页面存档备份，存于） - Session I
- Oral history interview with Margaret Mayall on 12 September 1986, American Institute of Physics, Niels Bohr Library & Archives （页面存档备份，存于） - Session II
- The Harold C. Ernst Collection of Portable Sundials （页面存档备份，存于）